# 牛田俊
牛田 俊（うしだ しゅん）は、日本のロボット工学・制御工学の研究者。大阪工業大学工学部機械工学科教授。学位は博士（工学）（東京大学）。第63期システム制御情報学会事業理事・委員長を歴任。専門は、知能情報学・ロボティクス、制御工学・システム工学
。埼玉県出身。

## 経歴
1995年大阪大学工学部機械系電子制御機械工学科卒業。1997年大阪大学大学院基礎工学研究科制御工学分野博士前期課程修了。2001年東京大学大学院工学系研究科計数工学専攻博士後期課程修了、博士（工学）（東京大学）。同年東京大学大学院新領域創成科学研究科複雑理工学専攻助手。2004年東北大学大学院情報科学研究科システム情報学工学専攻助教を経て、2008年大阪工業大学工学部機械工学科に着任し、2018年より同学科教授。 その間、2016年ブリティッシュコロンビア大学客員研究員も務めた。
主な所属学会は、日本ロボット学会、IEEE、システム制御情報学会、計測自動制御学会など。 主な受賞は、計測自動制御学会学術奨励賞(1996)など。

## 主な研究
- 人の運動制御を模擬した知能情報ロボットの制御に関する研究
- 視覚をもつ二足歩行ロボットの運動制御に関する研究
- データ駆動型制御系のロボットシステムへの実装
- 小型無人ヘリコプタ（ドローン）の飛行特性のシステム同定とオートパイロットシステムの開発
- 車輪型およびアーム型倒立振子のロバスト安定化制御器設計に関する研究
- ダイナミクスにゆらぎをもつ制御システムの性能解析とシミュレーション
- ジャストインタイム法による内部モデル制御系の構築

指導する知能ロボティクス研究室のメンバーが、計測自動制御学会関西支部・システム制御情報学会シンポジウム2019で優秀発表賞を受賞している。